# Campeonato Sudamericano de Atletismo Sub-23
El Campeonato Sudamericano de Atletismo Sub-23 es una competencia de atletismo para menores de 23 años, disputada entre los países miembros de tu CONSUDATLE. Las reglas y regulaciones estas dispuestas en la página web de la ConSudAtle.  En el 2006 y el 2010, la competencia formó parte de la sección de Atletismo de los Juegos Sudamericanos (ODESUR).

## Ediciones
| Número | Año  | Ciudad       | País      | Fecha                  | Sede                                                   | No. de eventos | No. de atletas             |
| ------ | ---- | ------------ | --------- | ---------------------- | ------------------------------------------------------ | -------------- | -------------------------- |
| I      | 2004 | Barquisimeto | Venezuela | 26 al 27 de junio      | Polideportivo Máximo Viloria                           | 44             | 310 + 23 atletas invitados |
| II     | 2006 | Buenos Aires | Argentina | 10 al 12 de noviembre  | Centro Nacional de Alto Rendimiento Deportivo (CeNARD) | 44             | 410                        |
| III    | 2008 | Lima         | Perú      | 6 al 7 de septiembre   | Estadio de la Villa Deportiva Nacional (VIDENA)        | 44             | Cerca de 260               |
| IV     | 2010 | Medellín     | Colombia  | 20 al 23 de marzo      | Estadio Atanasio Girardot                              | 44             |                            |
| V      | 2012 | São Paulo    | Brasil    | 22 al 23 de septiembre | Estadio Ícaro de Castro Melo                           | 44             | 240                        |
| VI     | 2014 | Montevideo   | Uruguay   | 3 al 5 de octubre      | Pista de Atletismo Darwin Piñeyrúa                     | 44             | 310                        |
| VII    | 2016 | Lima         | Perú      | 23 al 25 de septiembre | Estadio de la Villa Deportiva Nacional (VIDENA)        | TBD            | TBD                        |
| VIII   | 2018 | Cuenca       | Ecuador   | -                      |                                                        | TBD            | TBD                        |
| IX     | 2021 | Guayaquil    | Ecuador   | 16 al 17 de octubre    | Estadio Alberto Spencer                                | 44             | TBD                        |

## Medallero
| Núm.  | País      | Oro | Plata | Bronce | Total |
| ----- | --------- | --- | ----- | ------ | ----- |
| 1     | Brasil    | 107 | 99    | 73     | 279   |
| 2     | Colombia  | 38  | 46    | 33     | 117   |
| 3     | Venezuela | 28  | 41    | 28     | 97    |
| 4     | Argentina | 24  | 14    | 32     | 70    |
| 5     | Chile     | 20  | 26    | 35     | 81    |
| 6     | Perú      | 16  | 16    | 18     | 50    |
| 7     | Ecuador   | 15  | 9     | 22     | 46    |
| 8     | Uruguay   | 9   | 5     | 6      | 20    |
| 9     | Paraguay  | 3   | 4     | 6      | 13    |
| 10    | Panamá    | 2   | 1     | 3      | 6     |
| 11    | Bolivia   | 1   | 3     | 3      | 7     |
| 12    | Guyana    | 1   | 1     | 1      | 3     |
| Total | Total     | 264 | 264   | 261    | 789   |